# Pintura do Antigo Egito
A pintura do Antigo Egito significou um ressurgimento da arte, muitos anos após as pinturas rupestres. No Egito Antigo, os artistas estavam mais interessados na arquitetura e na escultura, por isso muitas das pinturas que ainda permanecem são encontradas nos interiores das tumbas.

## Características
É uma pintura essencialmente simbólica, que segue rígidos padrões de representação, como a lei da frontalidade. As áreas espaciais são bem definidas e o tamanho e posição das figuras no espaço são estipulados segundo regras hierárquicas. Os traços são estilizados e rígidos, as formas são bidimensionais (ausência de volumetria), e a cor é aplicada em manchas uniformes.
O aparente "primitivismo" da arte das pinturas egípcias é devido à função essencialmente simbólica de suas representações. Todas as figuras eram mostradas do ângulo que podiam ser melhor identificadas. O aspecto tendia para o eminentemente esquemático, iconográfico.

## Pintura cerimonial de túmulos

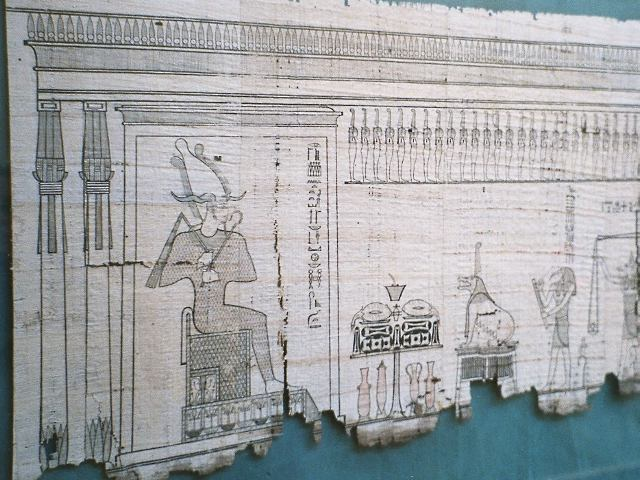
Pintura do Livro dos Mortos, em papiro.

No Antigo Egito a pintura aplica-se a espaços arquitetônicos, especialmente àqueles relacionados com o culto dos mortos, como túmulos de faraós. Contudo, egípcios ricos tinham murais em casa, elaborados em estilos de rica textura. Outras pinturas podem ser encontradas em papiros e juntamente com hieróglifos.
Mesmo assim, a pintura cerimonial de tumbas é certamente a mais lembrada até hoje. Os antigos egípcios criaram pinturas para fazer da vida pós-morte um lugar agradável. Os temas incluíam a jornada para o outro mundo ou divindades protetoras que apresentavam o morto para os deuses do pós-morte. Algumas pinturas mostram as atividades que o morto gostava de fazer quando era vivo e que, certamente, gostaria de continuar fazendo por toda a eternidade. 
Regras. Havia diversas regras sobre como pinto no Antigo Egito. Seguia-se a chamada Lei da frontalidade, onde um humano não deveria ser pintado com a cabeça, membros inferiores e superiores virados para frente, mas olhos e o tronco poderiam.

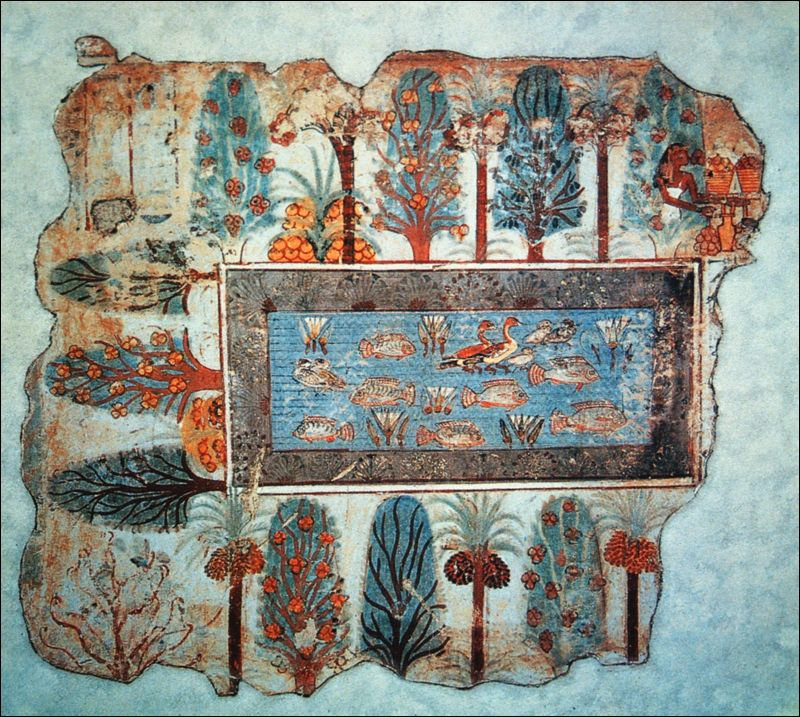
Jardim com Piscina, Museu Britânico, Londres, Inglaterra
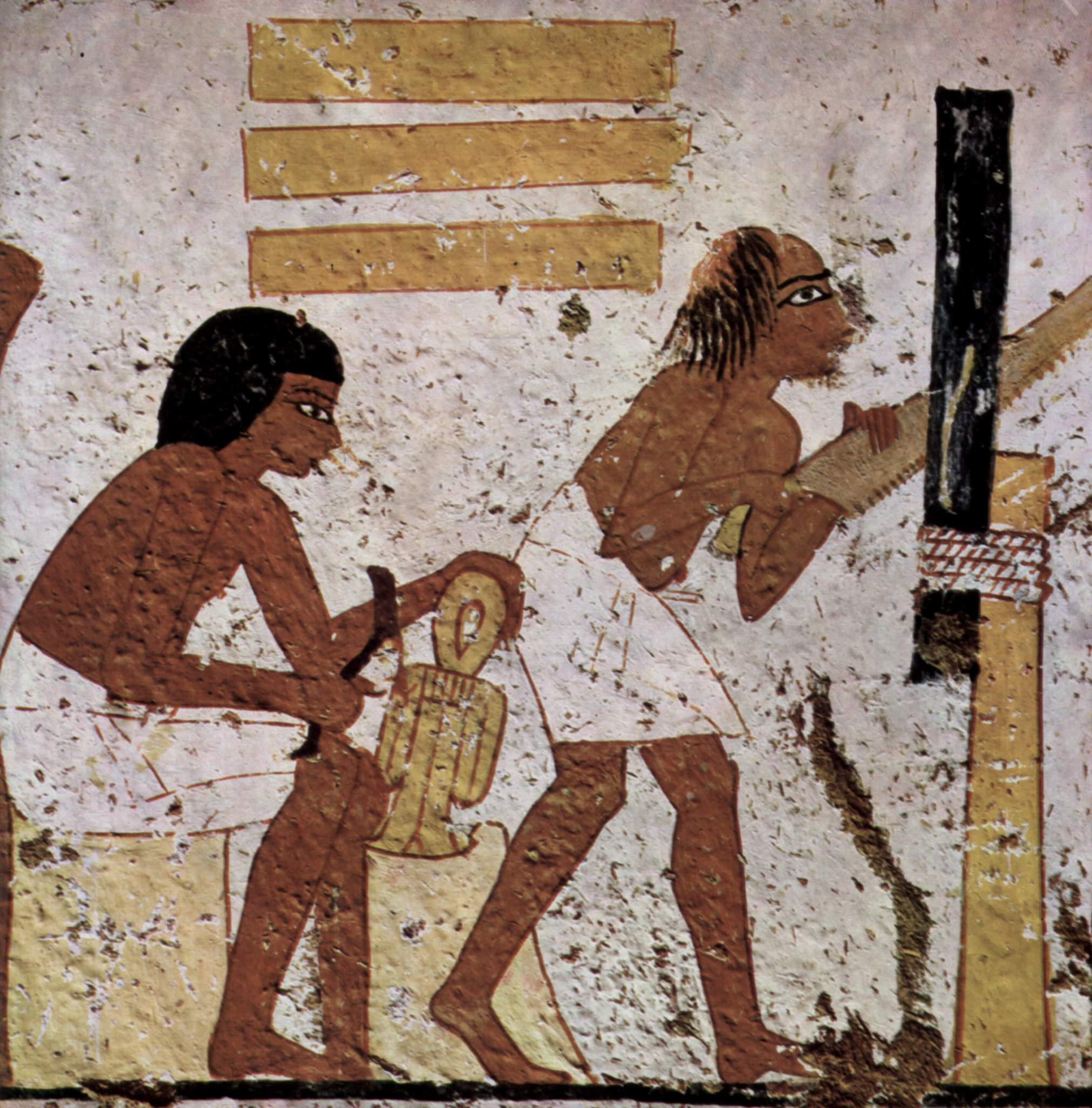
Ourives trabalhando, Tumba 181, Vale dos Nobres, Sheikh Abd el-Qurna, Egito
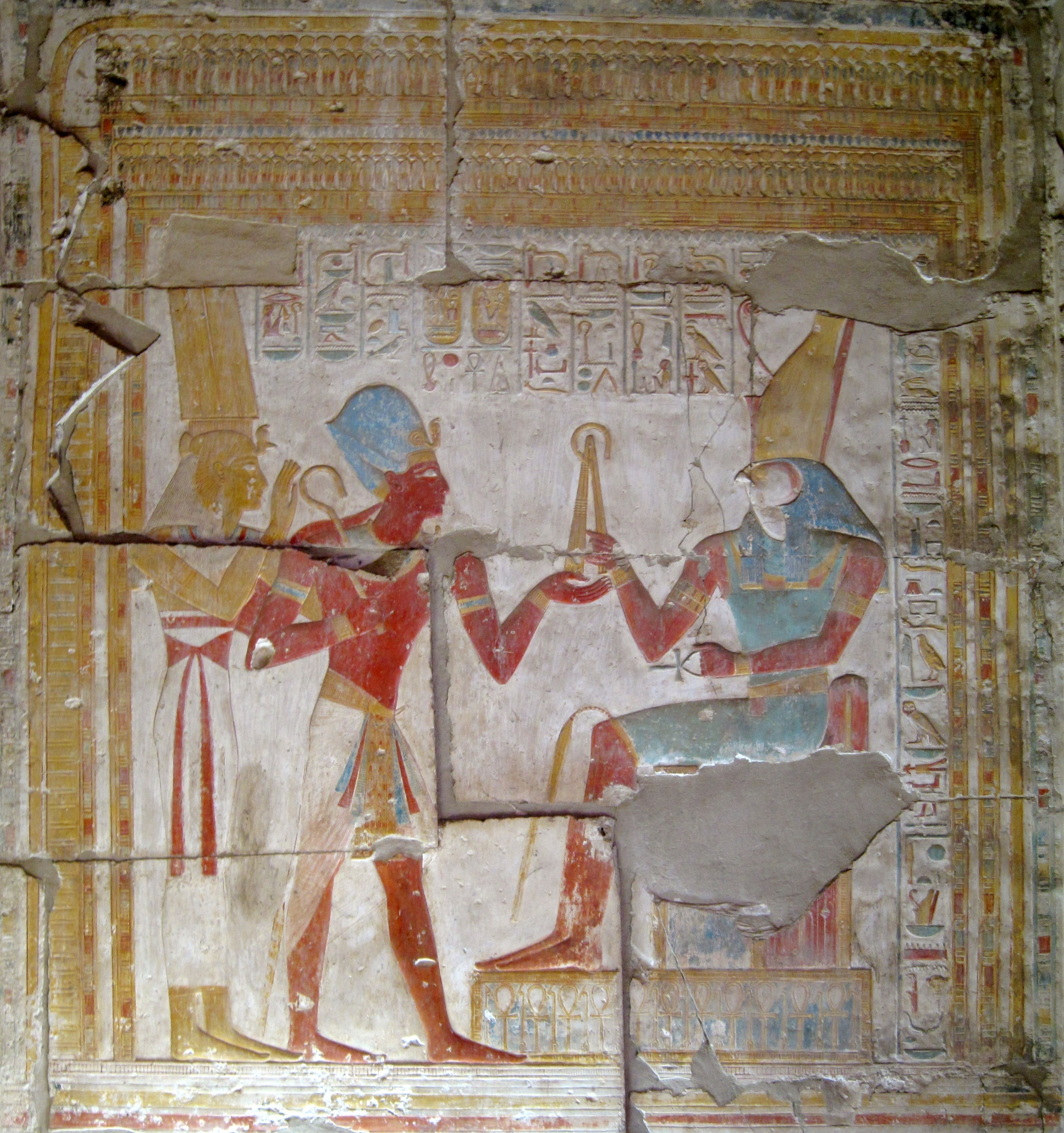
Seti I perante Horus, Templo de Seti I, Abidos, Egito
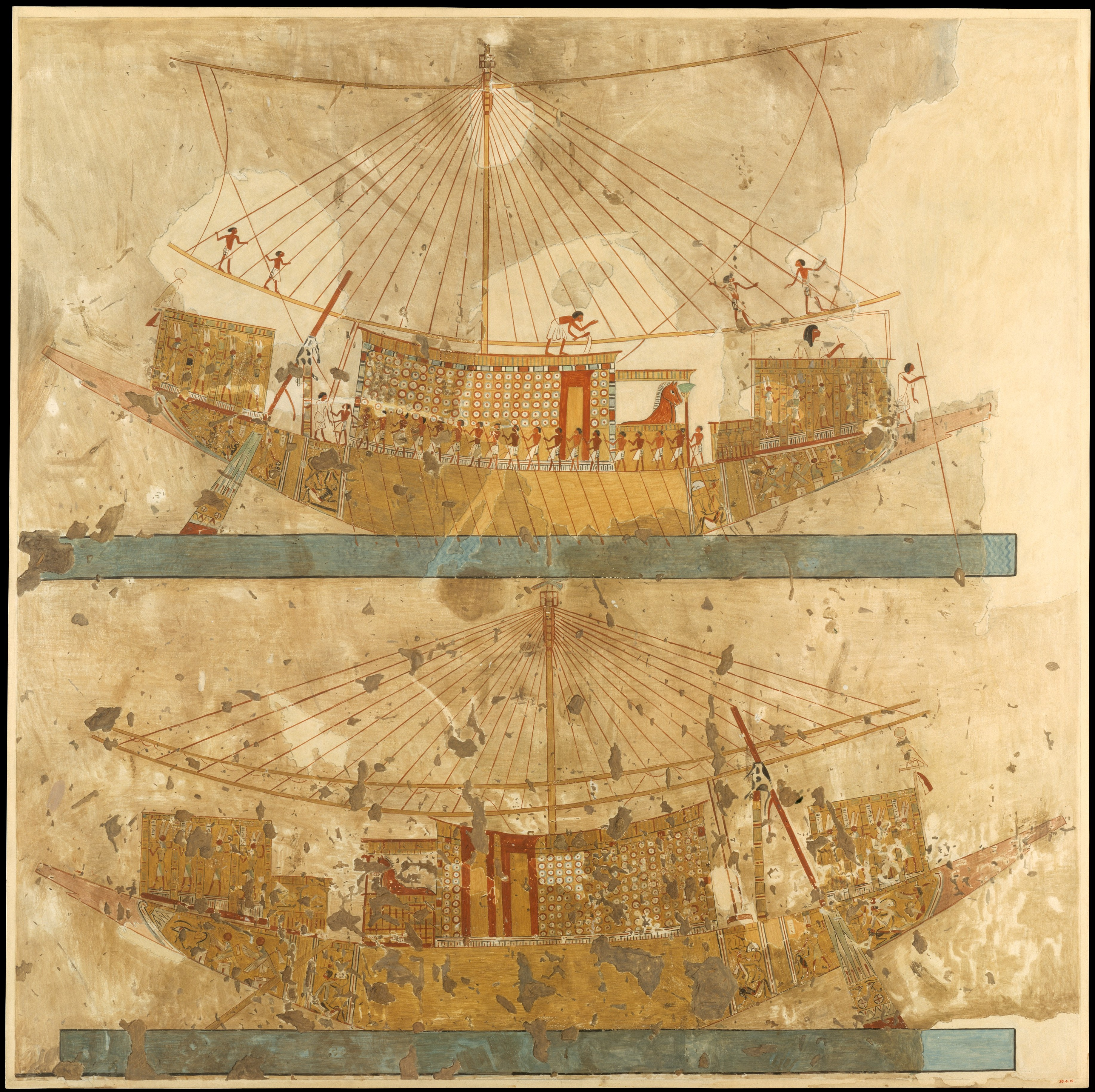
The Viceroy's Boat, Tumba de Amenófis, Qurnet Murai, Tebas, Egito